# Paralimnophila caledonica
Paralimnophila caledonica là một loài ruồi trong họ Limoniidae. Chúng phân bố ở miền Australasia.